# Aeroportul Tnte. FAP Jaime Montreuil Morales
Aeroportul Tnte. FAP Jaime Montreuil Morales (IATA: CHM, ICAO: SPEO) este un aeroport din Chimbote, Ancash, Peru ce deservește zona Chimbote. Aeroportul a fost tranzitat în 2022 de 2.178 de pasageri.
Situat la o altitudine de 21 m, aeroportul dispune de o singură pistă. Este operat de CORPAC⁠(d).